# Відновлювана енергетика
Відно́влювана енерге́тика (англ. renewable energy industry) — енергетична галузь, що спеціалізується на отриманні та використанні енергії з відновлюваних джерел енергії.
До відновлюваних джерел енергії належать періодичні або сталі потоки енергії, що розповсюджуються в природі і обмежені лише стабільністю Землі як космопланетарного елемента: променева енергія Сонця, вітер, гідроенергія, природна теплова енергія тощо.
2013 року близько 21 % світового енергоспоживання було забезпечене з відновлюваних джерел енергії. Станом на 2018 рік, до 2040 року заплановано до 40 % світової електроенергії виробляти із відновлюваних джерел, українські плани — збільшити відсоток із 4 % до 25 % до 2035 року.
Розвиток відновлюваної енергетики має величезне значення з огляду на подальшу долю людства, оскільки горючі корисні копалини, що є основою виробництва енергії на початку XXI ст., мають обмежені запаси, які рано чи пізно буде вичерпано. Взірцевим для виживання людства був би сталий розвиток — концепція, за якою виробництво й споживання в суспільстві були б збалансовані так, щоби не залежати від ресурсів, доступних лише тимчасово.

### Вітроенергетика

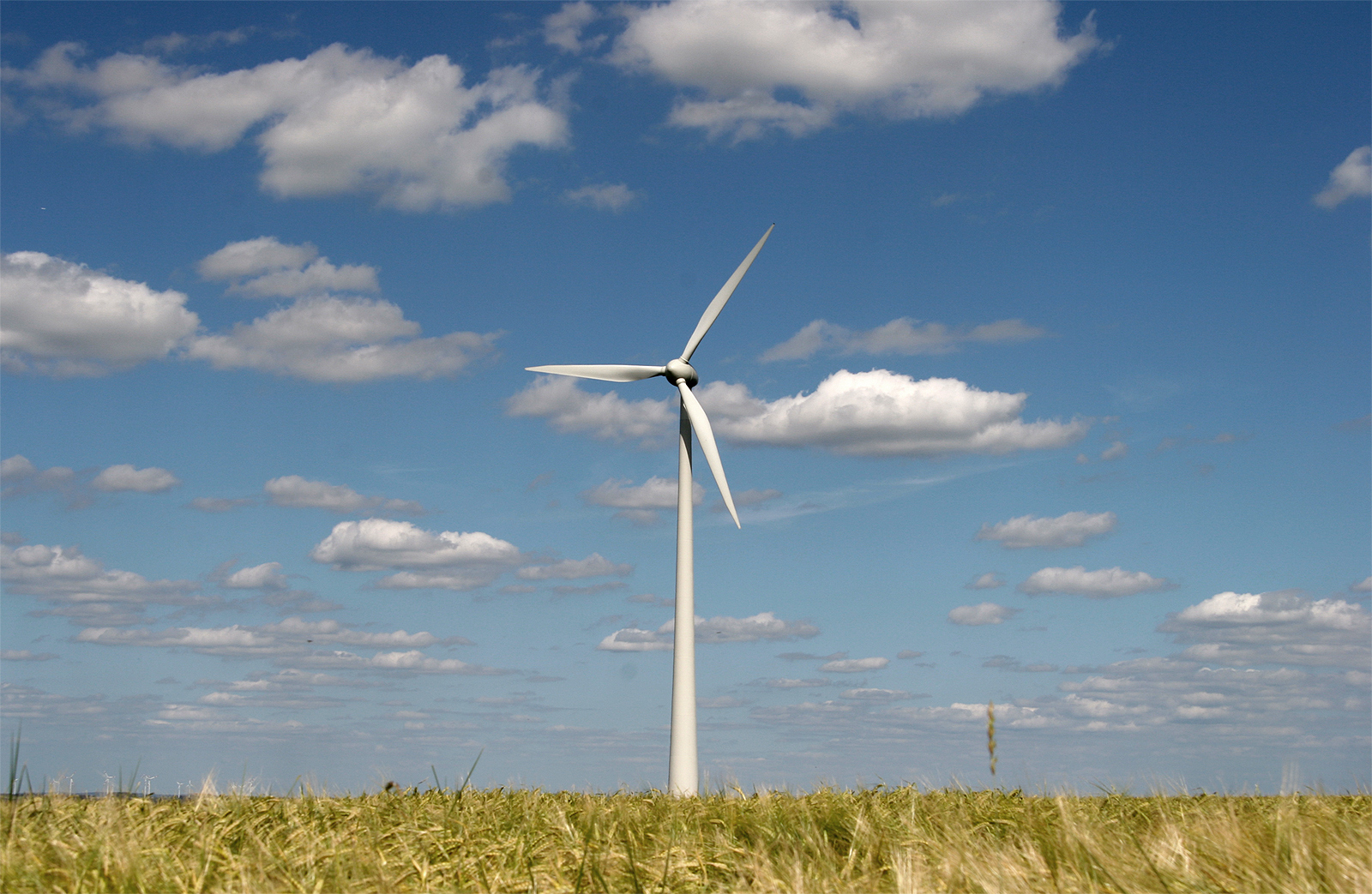
Вітроустановка

### Гідроенергетика

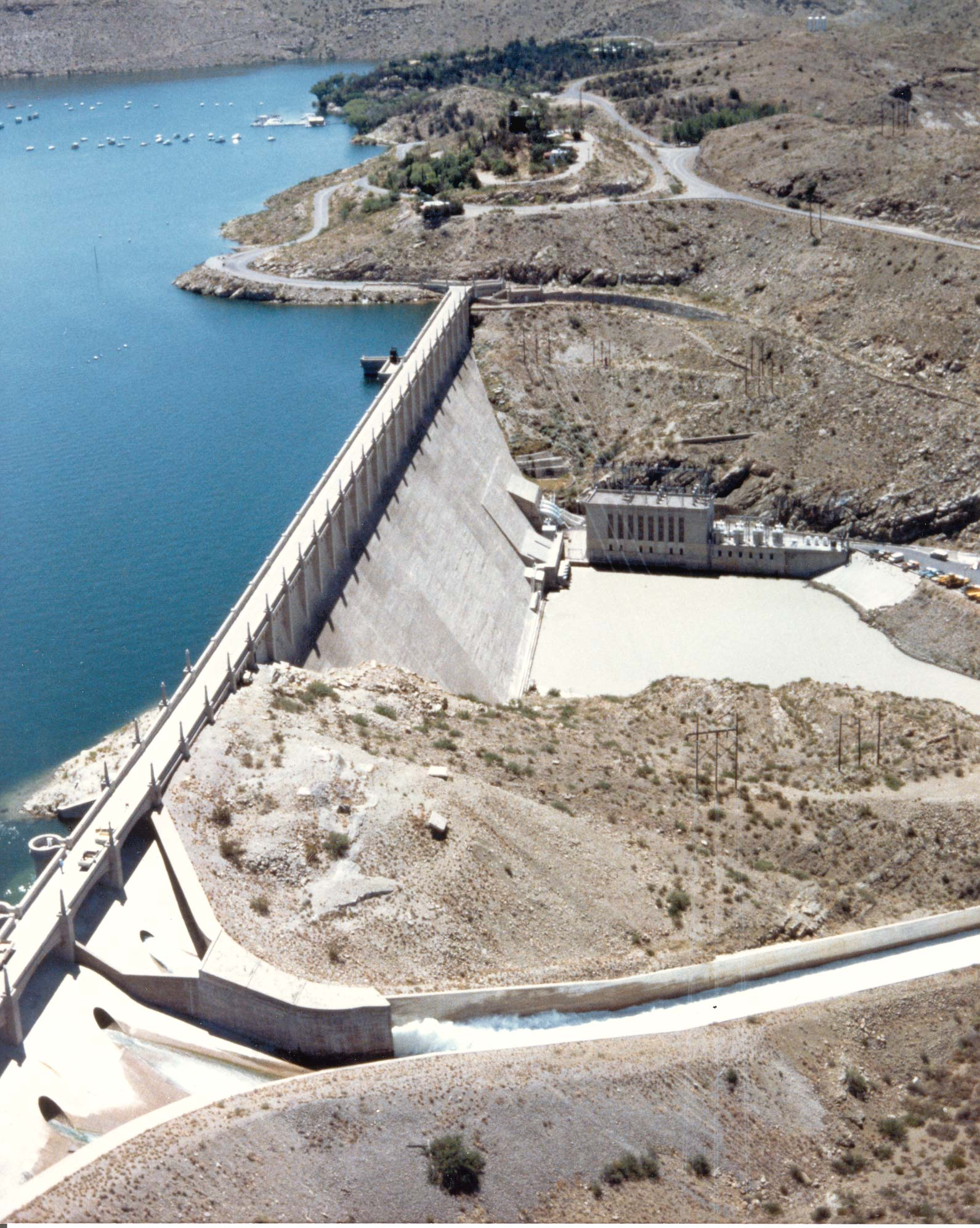
Гідроелектростанція в Нью-Мексико (США)

### Сонячна енергетика

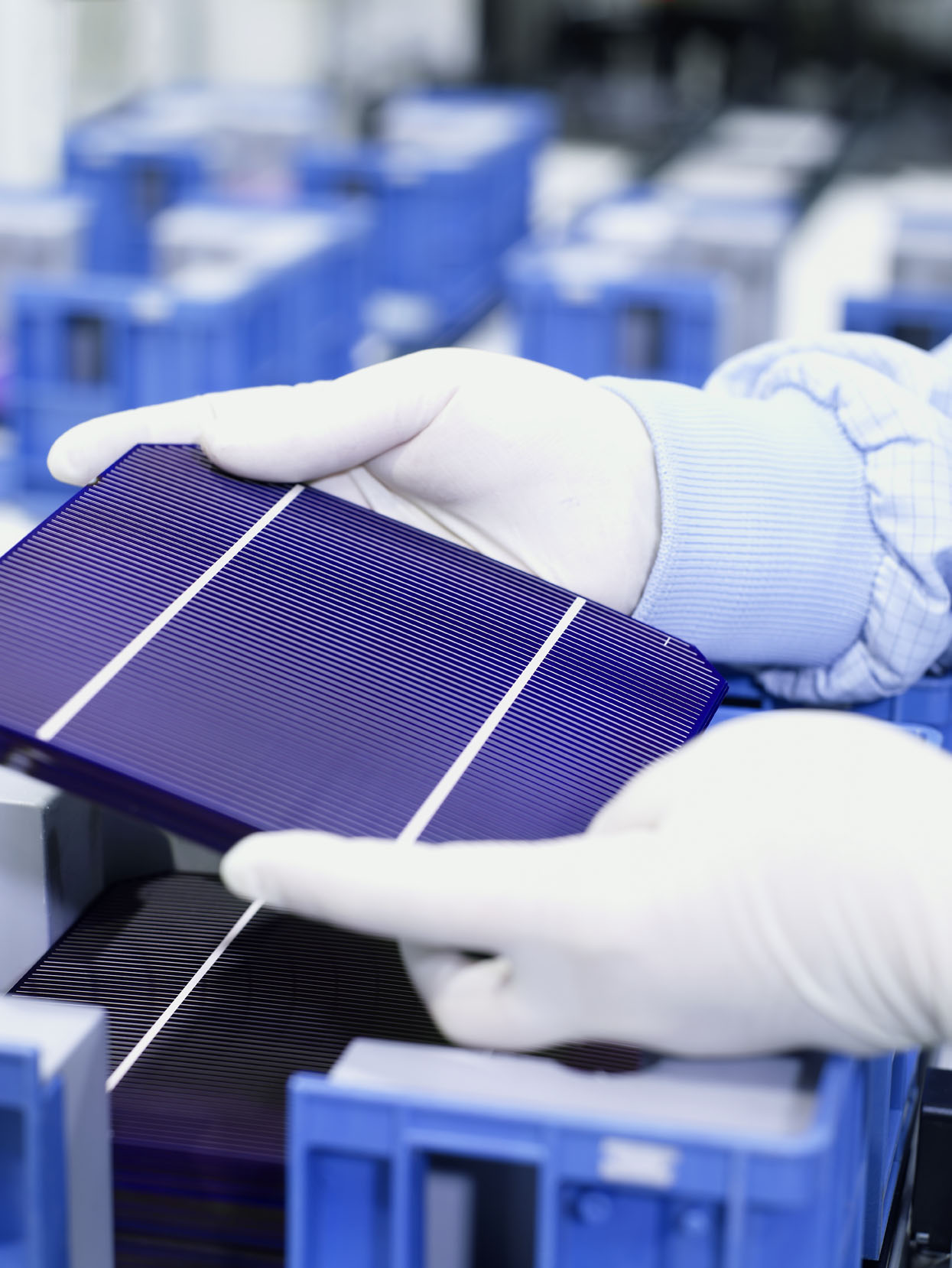
Монокристалічний сонячний елемент

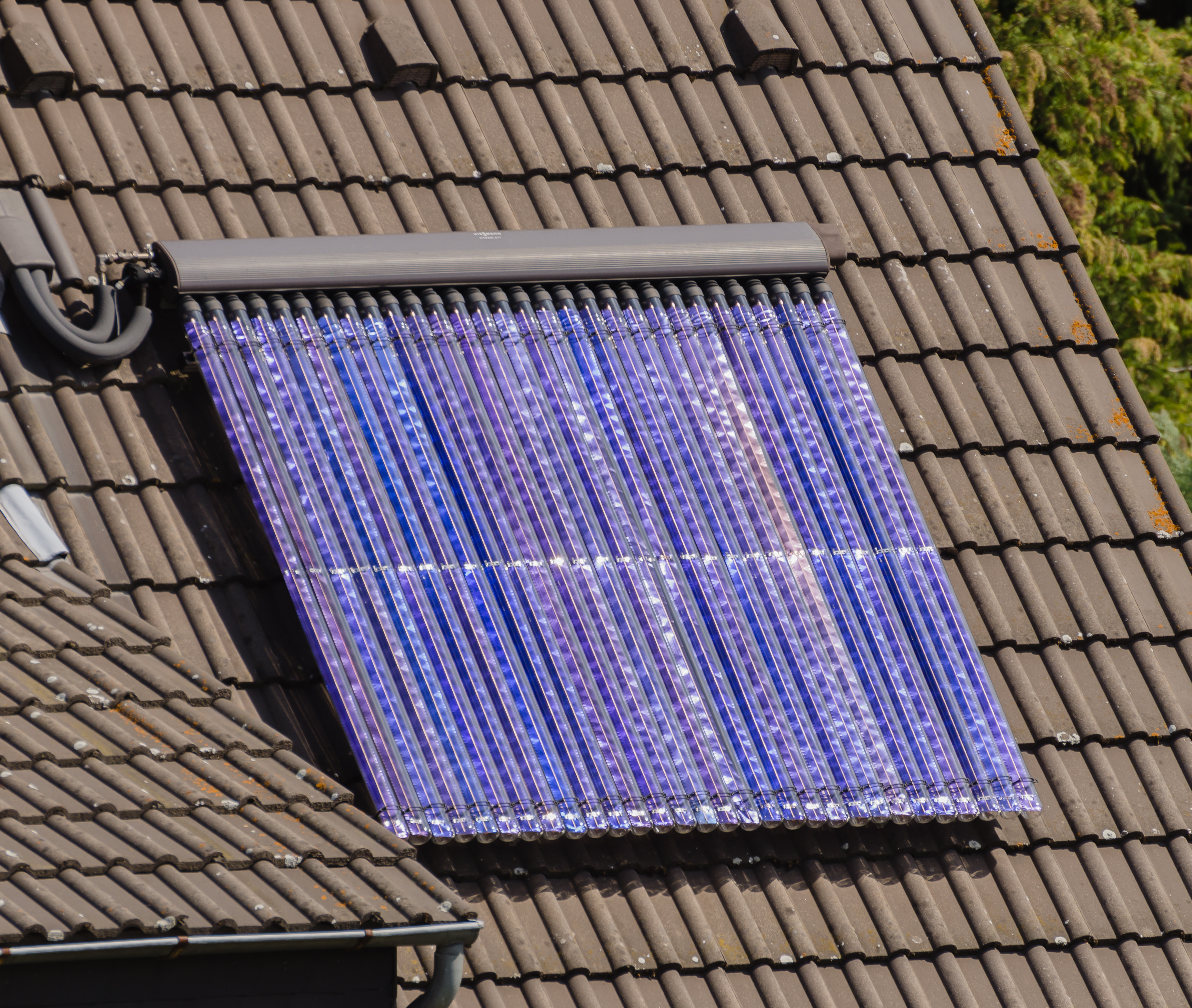
Колектор теплової енергії сонячного світла

### Геотермальна енергетика

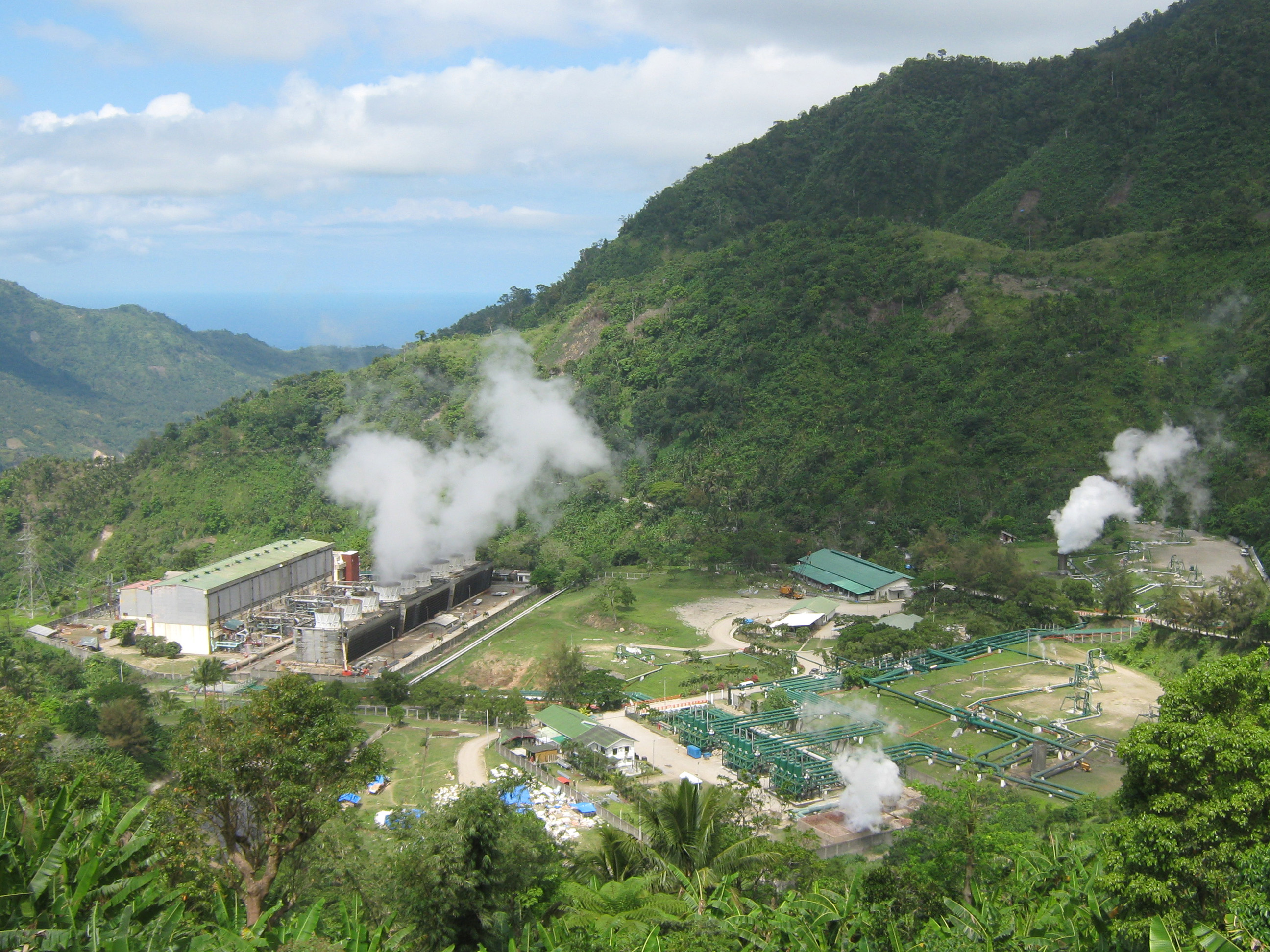
Геотермальна станція на Філіппінах

### Біопаливо, біоенергетика

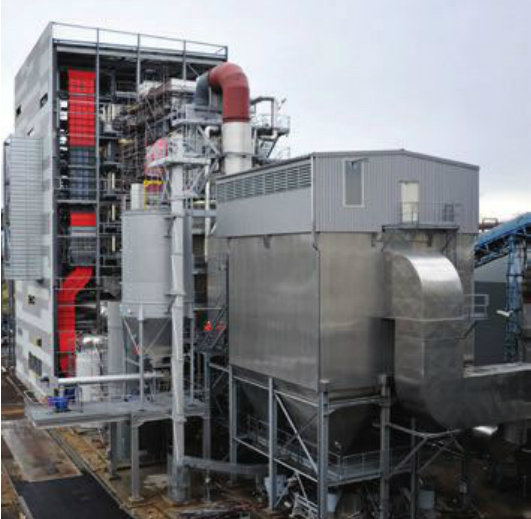
ТЕЦ в муніципалітеті Мец (Франція), яка працює на відходах деревної біомаси з навколишніх лісів

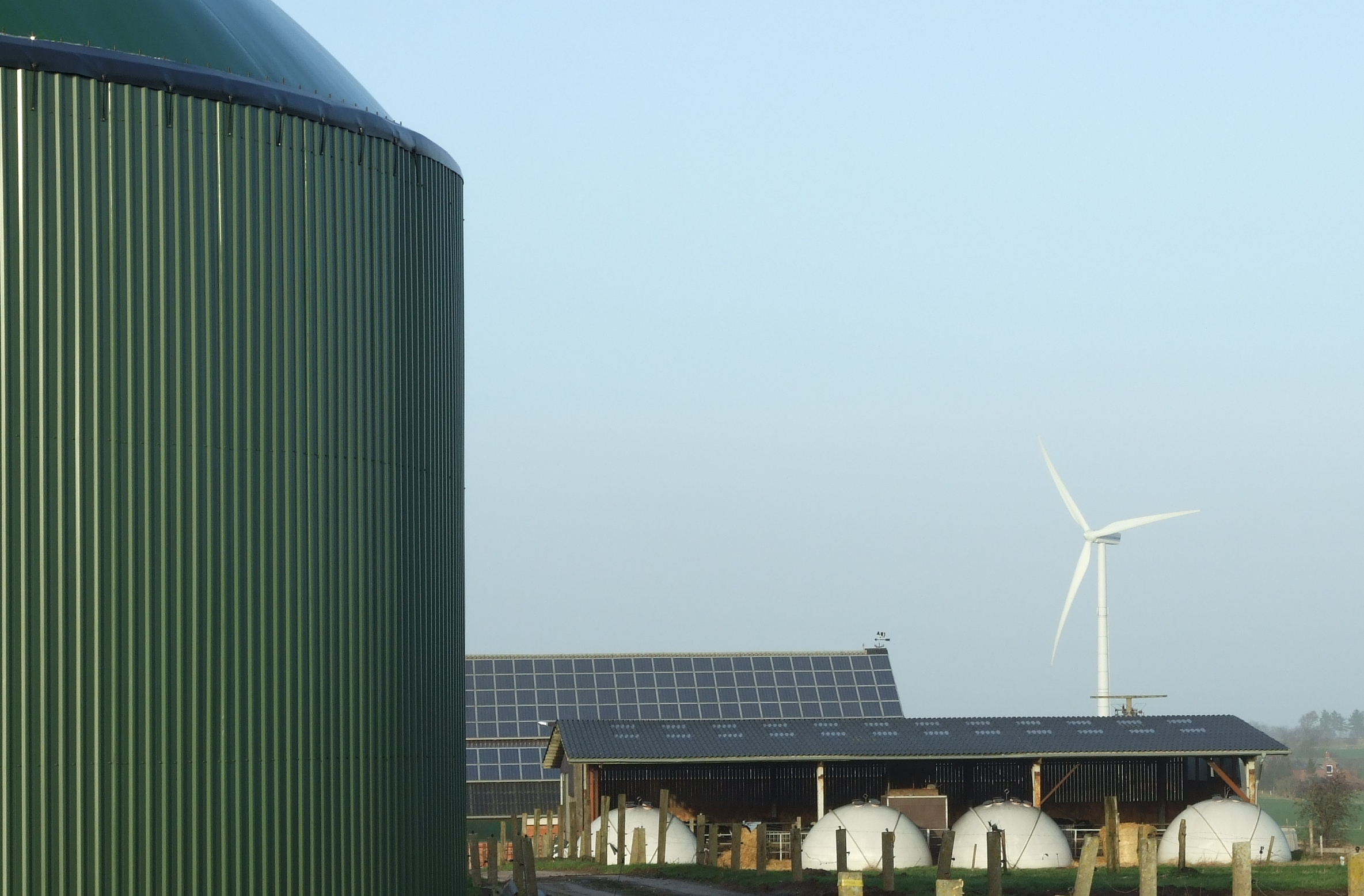
Резервуар для виробництва біогазу, фотоелектричні панелі й вітрогенератор

## Відновлювана енергетика в світі

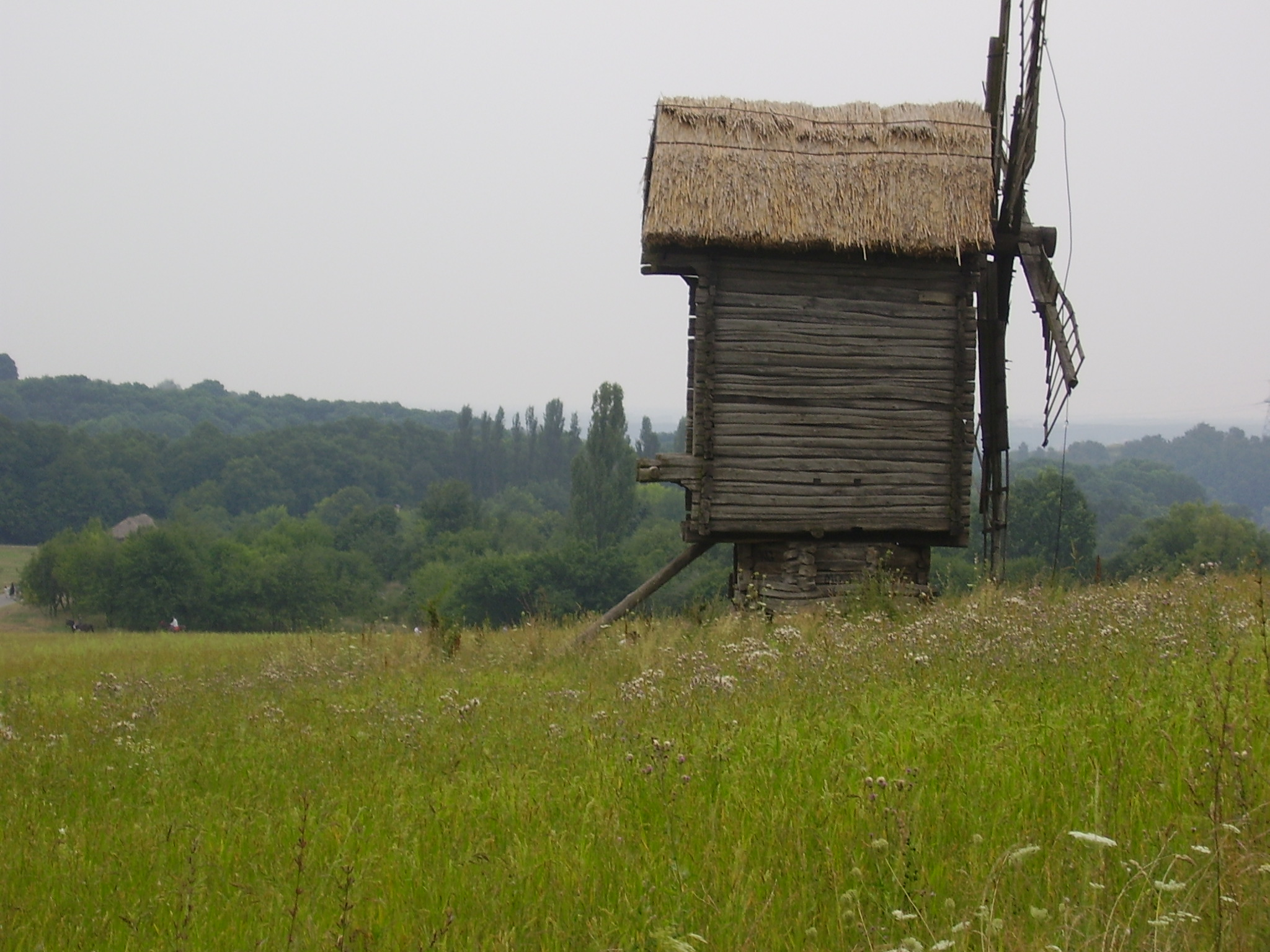
Вітряк у Пирогові як прообраз вітряної електрустановки

## Молекулярна енергетика

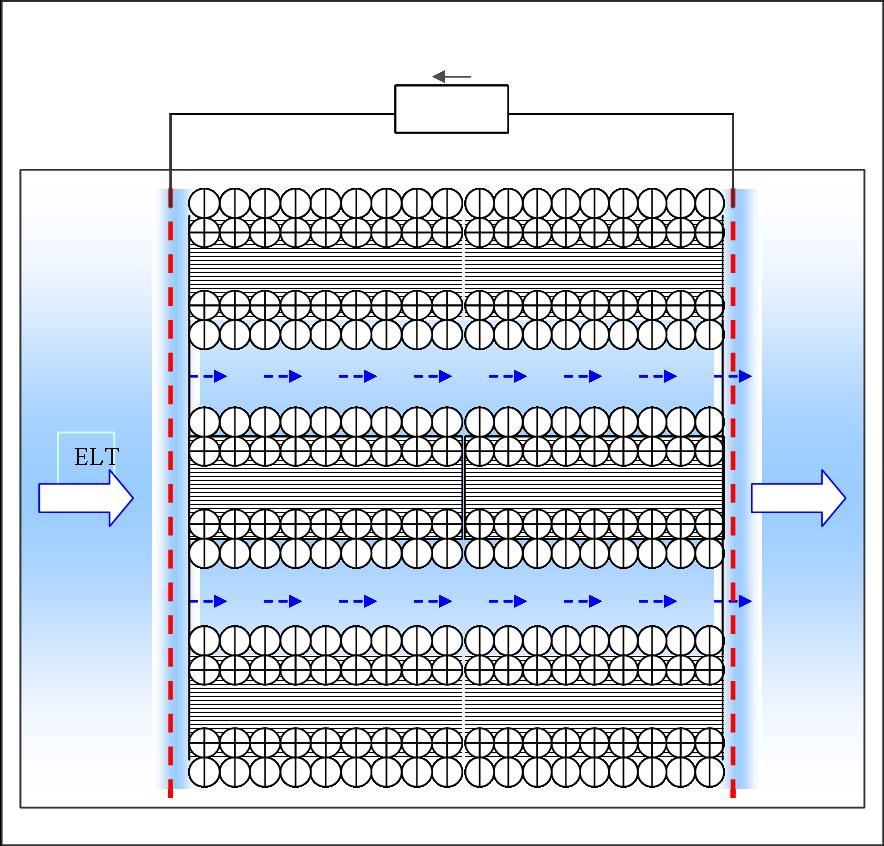
Електрокінетична молекулярна система енергетики з нагнітанням електроосмотичного потоку тиском плинного електроліту.